# Edgar Lamb
Edgar Lamb (1905 - 1980) fue un naturalista y botánico inglés.

## Obra
- 2003. Guía de los cactos y otras suculentas. Con Brian Lamb. 2ª edición de Omega, 376 pp. ISBN 8428211868

- 1978. The illustrated reference on cacti and other succulents. Editor Blandford Press, 1.498 pp. ISBN 0713706910

- 1975. Popular Exotic Cacti in Color. Con Brian Michael Lamb. Edición ilustrada de Collier Books, 176 pp. ISBN 0020633408

- 1974. Colourful cacti and other succulents of the deserts. Blandford colour series. Con Brian Michael Lamb. Edición ilustrada de Blandford Press, 236 pp. ISBN 0713706732

- 1969. The pocket encyclopedia of cacti and succulents in color. Con Brian Michael Lamb. Edición ilustrada, reimpresa de Macmillan Co. 217 pp.

- 1959. Cacti from seed - the easy way. Editor Blandford Press, 64 pp.

- 1957. Stapeliads in cultivation. Editor Blandford Press, 156 pp.

- 1955. How to make cacti flower. Editor Pitman, 80 pp.

- 1950. Cactus-like succulents. Editor W.T. Neale, 63 pp.

- 1943. Flowering your cacti. Editor W.T. Neale & Co. 56 pp.

## Honores

### Epónimos
- (Araceae) Amorphophallus lambii S.Mayo & Widjaja[1]

- (Celastraceae) Wimmeria lambii (Standl. & L.O.Williams) Lundell[2]

- (Crassulaceae) Aeonium × lambii (Voggenr.) Tavorm. & S.Tavorm.[3]

- (Crassulaceae) Aeonium × lambii Bramwell & G.D.Rowley[4]

- (Ericaceae) Rhododendron lambianum Argent[5]

- (Fabaceae) Phanera lambiana (Baker f.) de Wit[6]

- La abreviatura «E.Lamb» se emplea para indicar a Edgar Lamb como autoridad en la descripción y clasificación científica de los vegetales.[7]